# Cagli
Cagli település Olaszországban, Marche régióban, Pesaro és Urbino megyében. Lakosainak száma 7943 fő (2023. január 1.). Cagli Acqualagna, Apecchio, Cantiano, Fermignano, Fossombrone, Frontone, Pergola, Pietralunga, Piobbico, Urbania és Gubbio községekkel határos.

## Népesség
A település népessége az elmúlt években az alábbi módon változott:
| Lakosok száma | 8652 | 8546 | 7943 |
|               | 2017 | 2018 | 2023 |